# Estación de la Plaza Russell

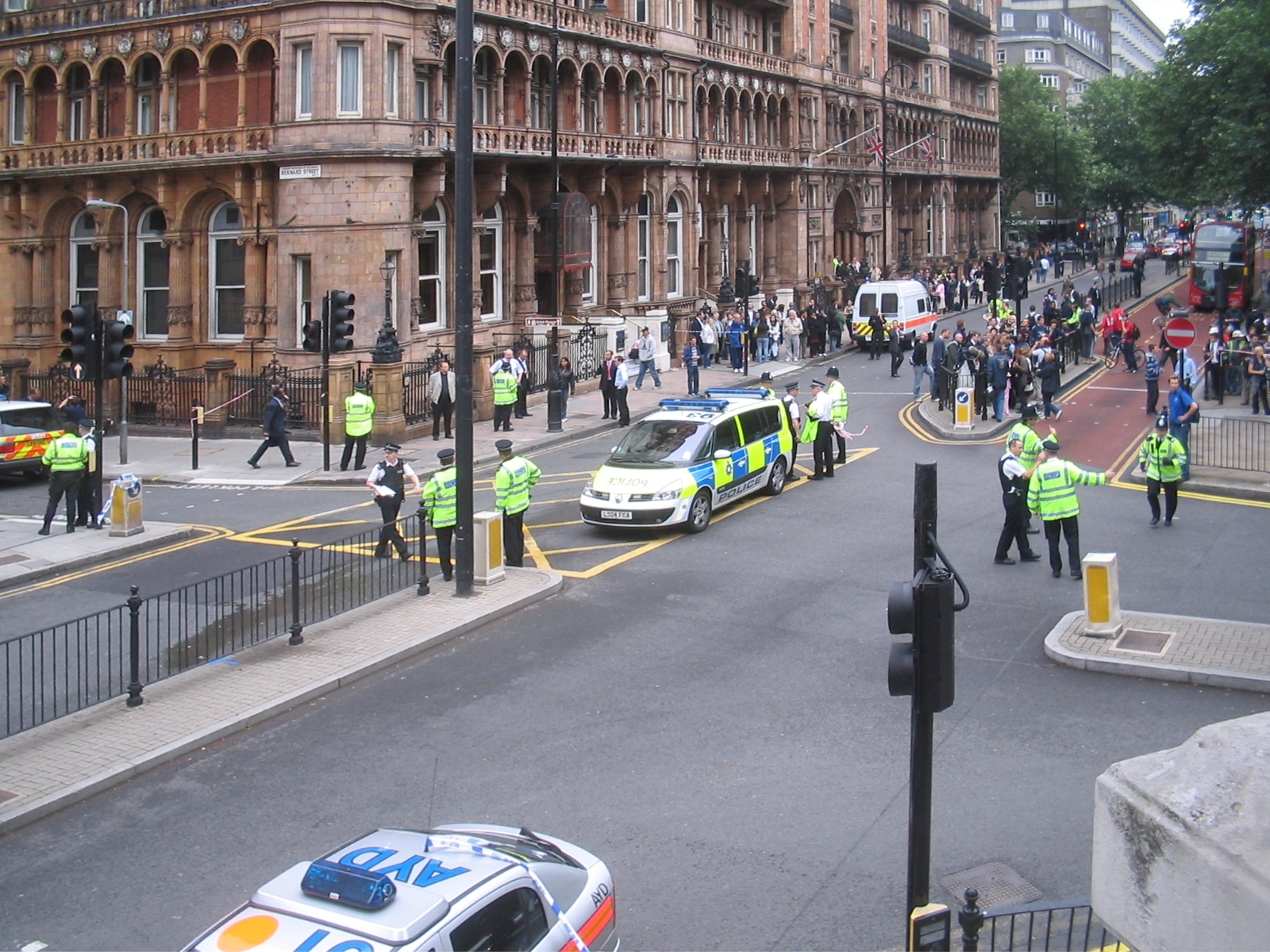
Atentados en la Plaza Russell.

La Plaza Russell (en inglés: Russell Square Tube Station) es una estación del metro de Londres situada debajo de la calle Bernard, en Bloomsbury, cerca del Museo Británico y de la Plaza Russell.
Fue inaugurada el 15 de diciembre de 1906, y se encuentra en la Travelcard Zone 1, entre la estación de Holborn y la de King's Cross St. Pancras, sobre la Piccadilly Line.
La estación fue diseñada por Leslie Green.
El 7 de julio de 2005 se registró una explosión en un tren que viajaba entre la estación de King's Cross y la Plaza Russell, donde fallecieron al menos 21 personas, y hubo centenares de heridos.
Véase también:
- Atentados del 7 de julio de 2005

- Datos: Q1377634
- Multimedia: Russell Square tube station / Q1377634